# Malija
Malija je naselje v Slovenski Istri, ki upravno spada pod Občino Izola. 
Malija se nahaja v zahodnem delu Šavrinskega gričevja, na prisojnem pobočju tik pod vrhom slemena, ki se od Malijskega hriba (278 m.n.m.), najvišje točke Občine Izola, razteza proti severozahodu.   

## Urbana zasnova in zaselki
Stari del razložene vasi z gručastim jedrom je razpotegnjen v dve vzporedno potekajoči vrsti hiš (Ulica in Geta) z vhodi in okni na prisojno stran. Naselje ima podružnično cerkev Marije Karmelske iz leta 1932, stavbo stare šole iz leta 1934, apartmaje, poštni nabiralnik, nogometno igrišče, urejeno avtobusno postajališče. Nov del vasi med Brnjico in Brdinom ima razgled na Lucijo in portoroški zaliv. Na slemenu severozahodno od središča vasi je novo stanovanjsko in počitniško naselje Mala Seva. Nižje na pobočjih so zaselki Fičurji, Nožed, Podhrib in Punta Malija.

## Demografija
Po letu 1945 se je število prebivalcev sprva zmanjševalo, po ureditvi osnovne komunalne infrastrukture (elektrika, voda, telefon, ceste), pa v zadnjem času, zaradi priseljevanja, spet narašča. Večina prebivalcev je zaposlenih v Izoli, Luciji, Portorožu ali v drugih obalnih istrskih mestih.